# Крижанівський Дмитро Антонович
Крижанівський Дмитро Антонович (26 жовтня 1883, Одеса — 11 жовтня 1939, Одеса) — український математик, кандидат фізико-математичних наук.

## Біографія
Д. А. Крижанівський народився в 1883 році в Одесі.
Навчався у Новоросійському (Одеса, склав державний іспит у 1906 р.) та Ґеттінгенському (Німеччина, 1904—1905) університетах. 1905 р. брав участь у революційній діяльності, перебував в ув'язненні.
Склавши магістерський іспит у 1912 році здобув право на педагогічну діяльність. У 1913 році був обраний приват-доцентом фізико-математичного факультету Новоросійського університету.
Був професором Одеського фізико-математичного інституту (1920—1921 рр.), Одеського інституту народної освіти (1921—1930 рр.), кафедри точних наук Одеського інституту професійної освіти (1930—1931 рр.), кафедри математичного аналізу Одеського фізико-хіміко-математичного інституту (1930—1931 рр.), кафедри математики і статистики Одеського кредитно-економічного інституту (1931—1933 рр.). За сумісництвом викладав у Художньому училищі (1905—1916), на Вищих жіночих курсах (1916—1920), хімічному факультеті Одеського політехнічного інституту (1921—1922 рр.), Залізничному технікумі (1922—1924 рр.), Інституті техніки кінематографії (1926—1930 рр.), Одеському німецькому педагогічному інституті (1934—1935 рр.)
З 1933 року був професором кафедри математичного аналізу Одеського державного університету.
У 1935 році здобув науковий ступінь кандидата фізико-матемкатичних наук без захисту дисертації.
В квітні 1938 року  заарештований, за звинуваченням в участі в контреволюційній есерівській організації засуджений до 5 років. Помер у в`язниці у жовтні 1939 року.  Реабілітований в 1956 році.

## Наукова діяльність
Наукові дослідження: ізопериметричні задачі, максимальні та мінімальні властивості фігур на площині, властивості подвійних рядів Коші, історія математики.
Був членом секції математичного аналізу, засновником і керівником української термінологічної комісії Науково-дослідної кафедри математики (1926). Вчений є співавтором «Російсько-українського словника математичної термінології та фразеології. Алгебра» (Одеса, 1927 р.). У його перекладі з німецької мови вийшла праця Ф. Кляйна «Элементарная математика с точки зрения высшей» (у 2-х томах видана в Москві та Леніграді у 1934—1935, 1987 роках).

#### Відзнаки
- В 1924 році за роботи з узагальненого поняття межі отримав премію Всеукраїнського комітету сприяння вченим.

## Вшанування пам'яті
В Одесі на будинку, де жив Дмитро Крижанівський, у 2002 р. встановлено меморіальну дошку.